# Prison des Présentines
La prison des Présentines (autrefois couvent des Présentines) était une ancienne prison pour femmes, située à l'emplacement de l'actuel hôtel de région, place Jules-Guesde, dans le quartier de la porte d'Aix, à Marseille.
Elle a été construite de 1820 à 1823 ; l'architecte en est Michel-Robert Penchaud. D'une capacité d’accueil réduite (76 détenus), elle est affectée uniquement aux femmes ; elle fonctionne jusqu'en 1943 sans transformations majeures. En 1943, elle est désaffectée, et les détenues transférées à la prison des Baumettes.
Pendant la Seconde Guerre mondiale, plusieurs résistantes y sont incarcérées, parmi lesquelles Raymonde Tillon, Adrienne Ranc-Sakakini et Mireille Lauze.
Une plaque en leur mémoire est apposée sous les arcades de l'hôtel de région, rue Sainte-Barbe :
Que nul n'oublie. Ici s’élevait l’ancienne prison de femmes des Présentines où furent incarcérées dès 1940 des détenues politiques jeunes filles et femmes qui ont écrit souvent au prix de leur vie une page d’histoire de la Résistance dans le sud de la France plusieurs d’entre elles comme Mireille Lauze 20 ans dirigeante de l’Union des jeunes filles de France déportées aux camps de la mort n’en sont pas revenues.